# Военный франк
Военный франк (фр. Billet drapeau, англ. AM-Franc, Allied-Military Currency) — денежные знаки, произведённые в США во время Второй мировой войны с целью заменить банкноты вишистского правительства.
Применяются также названия: банкноты с флагом (фр. Billet drapeau) (из-за присутствия на обороте банкнот французского флага) и оккупационный франк (англ. Occupation franc).

## История

### Замыслы союзников
После высадки американцев 6 июня 1944 на побережье Нормандии, правительство США, которое до сих пор отказывалось признать решение генерала Шарля де Голля, принимает решение о выдаче новых банкнот, с целью заменить банкноты, выпущенные во время немецкой оккупации Франции.
Этот проект денежно-кредитной политики стран-членов Альянса был частью мер, установленных американской военной администрацией в освобождённой Франции.

### Производство
Банкноты были напечатаны в феврале — мае 1944 года в США, в Бюро гравировки и печати которое является подразделением министерства финансов США.

### Обращение в освобождённой Франции
После периода неопределенности, когда американцы ввели банкноты в Нормандии, комиссар Республики Франсуа Куле рекомендовал банкам не принимать новые банкноты. А позже, 27 июня 1944 года, глава Временного правительства Французской Республики генерал Шарль де Голль решил запретить обращение банкнот с флагом на территории Французской Республики.

### Характеристики

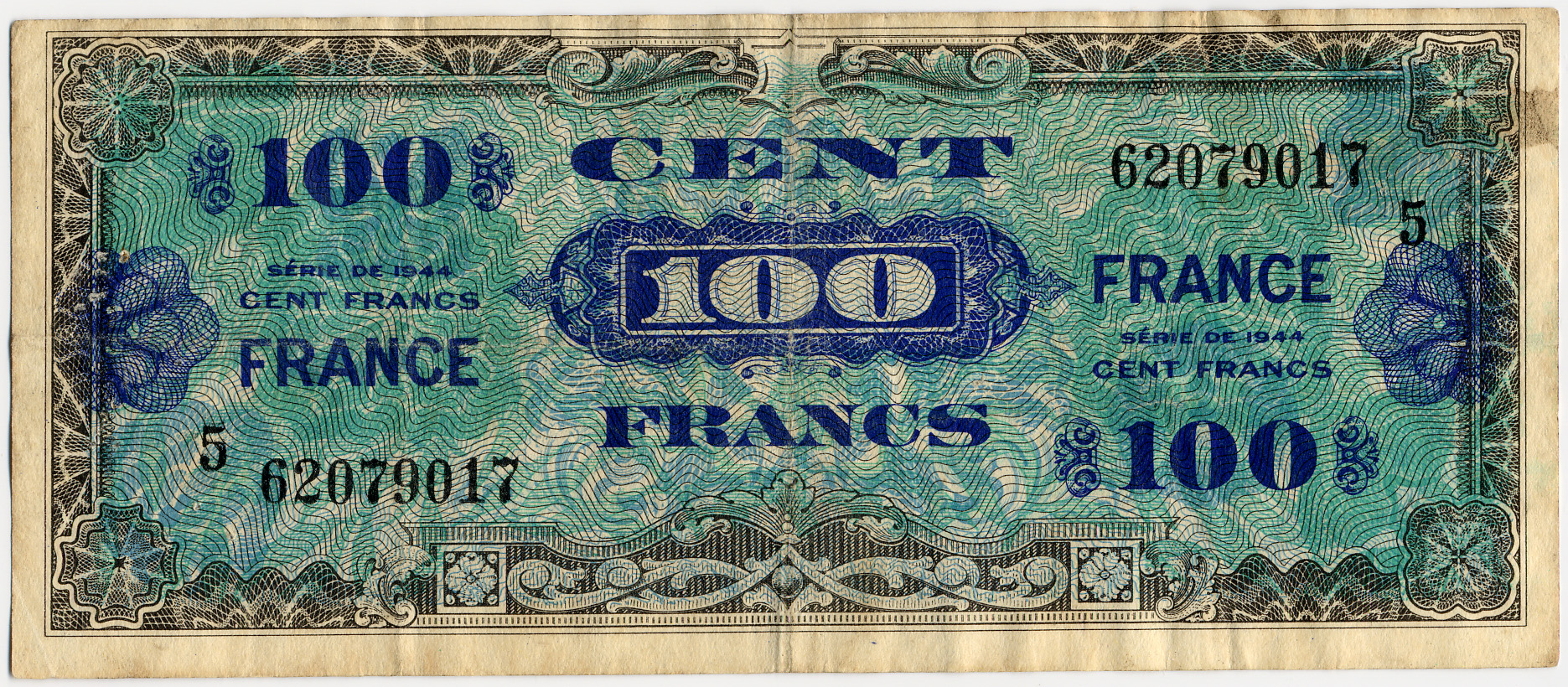
Аверс банкноты 100 франков 1944

Эти банкноты не имеют надписи учреждения, в котором они отпечатаны. Стоит только название страны — Франция, а также республиканский девиз "Свобода, Равенство, Братство" на реверсе банкноты. В качестве образца для банкнот был избран доллар США. Банкноты выпущены номиналом от 2 до 500 франков. Были также выпущены латунные монеты номиналом в 2 франка.

### Обмен банкнот
В феврале 2002 года, после принятия Францией евро, Банк Франции издал циркуляр номер 123 по обмену банкнот и монет во французских франках на евро. Обмен банкнот с флагом можно было произвести до 1 января 2004 года. Большинство банкнот «с флагами», были возвращены США до 15 июня 1945 года.

## Банкноты

### Банкноты 1944 года
| Франк с флагом | Франк с флагом | Франк с флагом | Франк с флагом | Франк с флагом                       | Франк с флагом                         | Франк с флагом      | Франк с флагом | Франк с флагом | Франк с флагом     | Франк с флагом      |
| Изображение    | Изображение    | Номинал        | Размеры        | Основной цвет                        | Описание                               | Описание            | Описание       | Дата           | Дата               | Дата                |
| Аверс          | Реверс         | Номинал        | Размеры        | Основной цвет                        | Аверс                                  | Реверс              | Водяной знак   | Печати         | Выпуска            | Вывода из обращения |
| -------------- | -------------- | -------------- | -------------- | ------------------------------------ | -------------------------------------- | ------------------- | -------------- | -------------- | ------------------ | ------------------- |
|                |                | 2 франка       | 78×67 мм       | Зеленый и синий                      | номинал; надпись "Выпущено во Франции" | Флаг Франции; девиз | нет            | 1944           | 28 августа 1944 г. | 31 декабря 1947 г.  |
|                |                | 5 франков      | 78×67 мм       | Голубой, синий и коричневый          | номинал; надпись "Выпущено во Франции" | Флаг Франции; девиз | нет            | 1944           | 28 августа 1944 г. | 31 декабря 1947 г.  |
|                |                | 10 франков     | 78×67 мм       | Светло-голубой, розовый и коричневый | номинал; надпись "Выпущено во Франции" | Флаг Франции; девиз | нет            | 1944           | 28 августа 1944 г. | 31 декабря 1947 г.  |
|                |                | 50 франков     | 156×67 мм      | Светло-голубой, розовый и коричневый | номинал; надпись "Выпущено во Франции" | Флаг Франции; девиз | нет            | 1944           | 28 августа 1944 г. | 15 июня 1945 г.     |
|                |                | 100 франков    | 156×67 мм      | Голубой, синий и коричневый          | номинал; надпись "Выпущено во Франции" | Флаг Франции; девиз | нет            | 1944           | 28 августа 1944 г. | 15 июня 1945 г.     |
|                |                | 500 франков    | 156×67 мм      | Голубой, синий и коричневый          | номинал; надпись "Выпущено во Франции" | Флаг Франции; девиз | нет            | 1944           | 28 августа 1944 г. | 15 июня 1945 г.     |
|                |                | 1000 франков   | 156×67 мм      | Зеленый и синий                      | номинал; надпись "Выпущено во Франции" | Флаг Франции; девиз | нет            | 1944           | 28 августа 1944 г. | 15 июня 1945 г.     |
|                |                | 5000 франков   | 156×67 мм      | Зелёный                              | номинал; надпись "Выпущено во Франции" | Флаг Франции; девиз | нет            | 1944           | 28 августа 1944 г. | 15 июня 1945 г.     |

### Банкноты 1945 года
| Вторая серия | Вторая серия | Вторая серия | Вторая серия | Вторая серия                         | Вторая серия               | Вторая серия | Вторая серия | Вторая серия | Вторая серия  | Вторая серия        |
| Изображение  | Изображение  | Номинал      | Размеры      | Основной цвет                        | Описание                   | Описание     | Описание     | Дата         | Дата          | Дата                |
| Аверс        | Реверс       | Номинал      | Размеры      | Основной цвет                        | Аверс                      | Реверс       | Водяной знак | Печати       | Выпуска       | Вывода из обращения |
| ------------ | ------------ | ------------ | ------------ | ------------------------------------ | -------------------------- | ------------ | ------------ | ------------ | ------------- | ------------------- |
|              |              | 50 франков   | 156×67 мм    | Светло-голубой, розовый и коричневый | номинал; надпись "Франция" | надписи      | нет          | 1945         | 4 июня 1945 г | 31 декабря 1947 г.  |
|              |              | 100 франков  | 156×67 мм    | Голубой, синий и коричневый          | номинал; надпись "Франция" | надписи      | нет          | 1945         | 4 июня 1945 г | 31 декабря 1947 г.  |
|              |              | 1000 франков | 156×67 мм    | Синий, синий и красный               | номинал; надпись "Франция" | надписи      | нет          | 1945         | 4 июня 1945 г | 31 декабря 1947 г.  |
|              |              | 5000 франков | 156×67 мм    | зелёный                              | номинал; надпись "Франция" | надписи      | нет          | 1945         | 4 июня 1945 г | 31 декабря 1947 г.  |

## Монеты
| Изображение | Изображение | Номинал  | Параметры | Параметры | Параметры | Параметры | Описание | Описание                            | Описание                         | Дата    | Дата    |
| Аверс       | Реверс      | Номинал  | Диаметр   | Толщина   | Масса     | Состав    | Гурт     | Аверс                               | Реверс                           | Чеканки | Выпуска |
| ----------- | ----------- | -------- | --------- | --------- | --------- | --------- | -------- | ----------------------------------- | -------------------------------- | ------- | ------- |
|             |             | 2 франка | 27 мм     | 1,9 мм    | 8,15 гр   | Латунь    | гладкий  | Номинал, девиз Франции, год выпуска | Лавровый венок, надпись «France» | 1944    | 1944    |